# 恒基兆業地產
恒基兆業地產有限公司（港交所：12，OTCBB：HLDCY
）（簡稱恒基地產、恒基、hld和恒地）是一家在香港交易所上市的香港地產公司，主要業務是物業發展及投資、物業管理、建築、發展計劃管理，並透過主要附屬機構恒基兆業發展有限公司（港交所：97）投資控股及基建項目，其現時為百貨業務。
恒基兆業地產在香港註冊。公司是上市公司，同時是家族式企業：創辦人為李兆基，現任董事局主席兼董事總經理由他兩位兒子李家傑及李家誠聯席出任。李兆基胞妹李煥琼、兒子李家傑、李家誠均為公司執行董事；胞弟李達民則為非執行董事；長女李佩雯為租務部高級總經理、李佩雯的丈夫李寧則是子公司恒基兆業發展、香港小輪的執行董事。

## 架構
恒地持有4家在港交所主板上市的公司：恒基兆業發展有限公司（港交所：97）69.32%、香港中華煤氣有限公司（港交所：3）41.52%、香港小輪（集團）有限公司（港交所：50）33.41%、美麗華酒店企業有限公司（港交所：71）46.87%，其透過中華煤氣控制港華智慧能源（港交所：1083）。
而恒地旗下亦有兩家曾經在港交所上市的公司：一為於主板上市的恒基中國集團有限公司；另一為於創業板上市的恒基數碼科技有限公司（原港交所上市代號：8023），但雙雙已被私有化。另外恒基地產亦已在2007年7月22日從東京證券交易所除牌（原東京證券交易所上市代號：8990）。
仁安醫院亦為恒地所持有。

## 本地業務

### 商場

#### 旗艦商場
新都城中心二期及三期、新港城中心

#### 其他商場
國際金融中心商場（50％）、美麗華廣場、元朗千色匯、荃灣千色匯、屯門時代廣場、沙田中心、沙田廣場、港灣豪庭廣場、佐敦商場、華麗購物廣場、灣景廣場購物中心、新寶城商場、匡湖購物中心、富達廣場、合益商場、牽晴間購物廣場、花都購物廣場及粉嶺中心購物商場。

#### 陽光房地產基金
新都城中心一期、上水中心

### 住宅項目
住宅項目發展為恒基核心業務之一，其過去及現在的項目遍佈全港，包括豪宅項目天匯等和大型屋苑如、嘉亨灣、比華利山別墅、翔龍灣、新都城和迎海。恒基近年亦不斷建設新型住宅項目，如The Holborn和利奧坊。

### 建築
恒地旗下有多家建築附屬公司：享寶建築、裕民建築、恒麗建築、恒順建築及恒達建築。恒地一般把總承建商（大判）交予子公司負責，是行業慣常手法，例如名家匯的上蓋總承建商（不包括地基）是恒麗。但近年亦有將地盤外判予非關連公司，如啟岸是由中國建築旗下海悅建築承建。

### 物業管理
恒地旗下有多間物業管理公司，主要管理集團旗下發展的物業及投資出租的物業，包括負責集團旗下投資出租物業（商場、寫字樓）的冠威管理有限公司，和偉邦物業管理有限公司、恒益物業管理有限公司、宏力保安服務有限公司等公司。

### 百貨
恒地亦經營千色Citistore、APITA、UNY（已注入恒基兆業發展有限公司），分別於旗下商場經營，分別為：新港城中心、新都城、荃灣千色匯、元朗千色匯、屯門時代廣場及港灣豪庭廣場。

## 內地業務

### 中國內地土地儲備、物業發展、物業投資
於一線及極具潛力之二線城市物色項目，以及大灣區之投資機遇，務求擴大土地儲備。同時亦會加強與內地發展商合作，以推動業務發展。

### 中國內地公用事業業務
自2019年6月底，香港中華煤氣連同港華燃氣（股份代號：1083）之項目，已於內地26個省、自治區和直轄市取得合共260個項目，業務範圍覆蓋天然氣上、中、下游項目、水務、能源高效應用、新興環保能源開發和利用，以及電訊等。

#### 新興環保能源業務
香港中華煤氣透過全資附屬公司易高環保投資有限公司及其屬下企業（統稱「易高」）致力開拓之新興環保能源業務在內地之發展亦穩步向前。

#### 電訊業務
香港中華煤氣透過全資附屬公司名氣通電訊有限公司及其屬下公司（統稱「名氣通」）在本港及內地發展電訊業務，業務持續穩健發展。為促進內地業務發展，名氣通與北京應通科技有限公司組建應通名氣網絡服務（深圳）有限公司，在內地發展網絡連接、數據中心及霧計算（小型數據中心機房）業務。

## 圖集

恆基兆業舊標誌（1973年至2022年8月）[2]
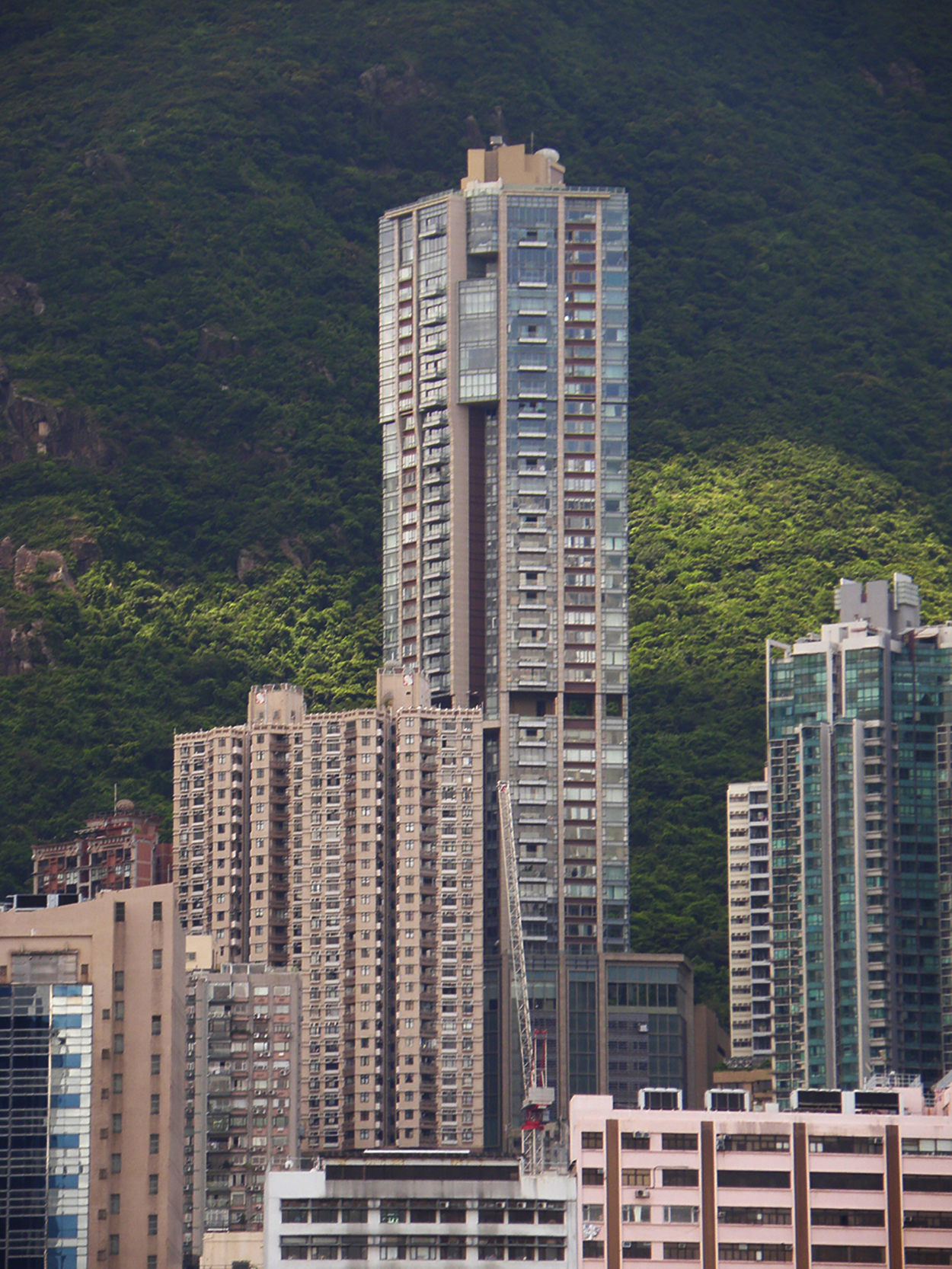
天匯
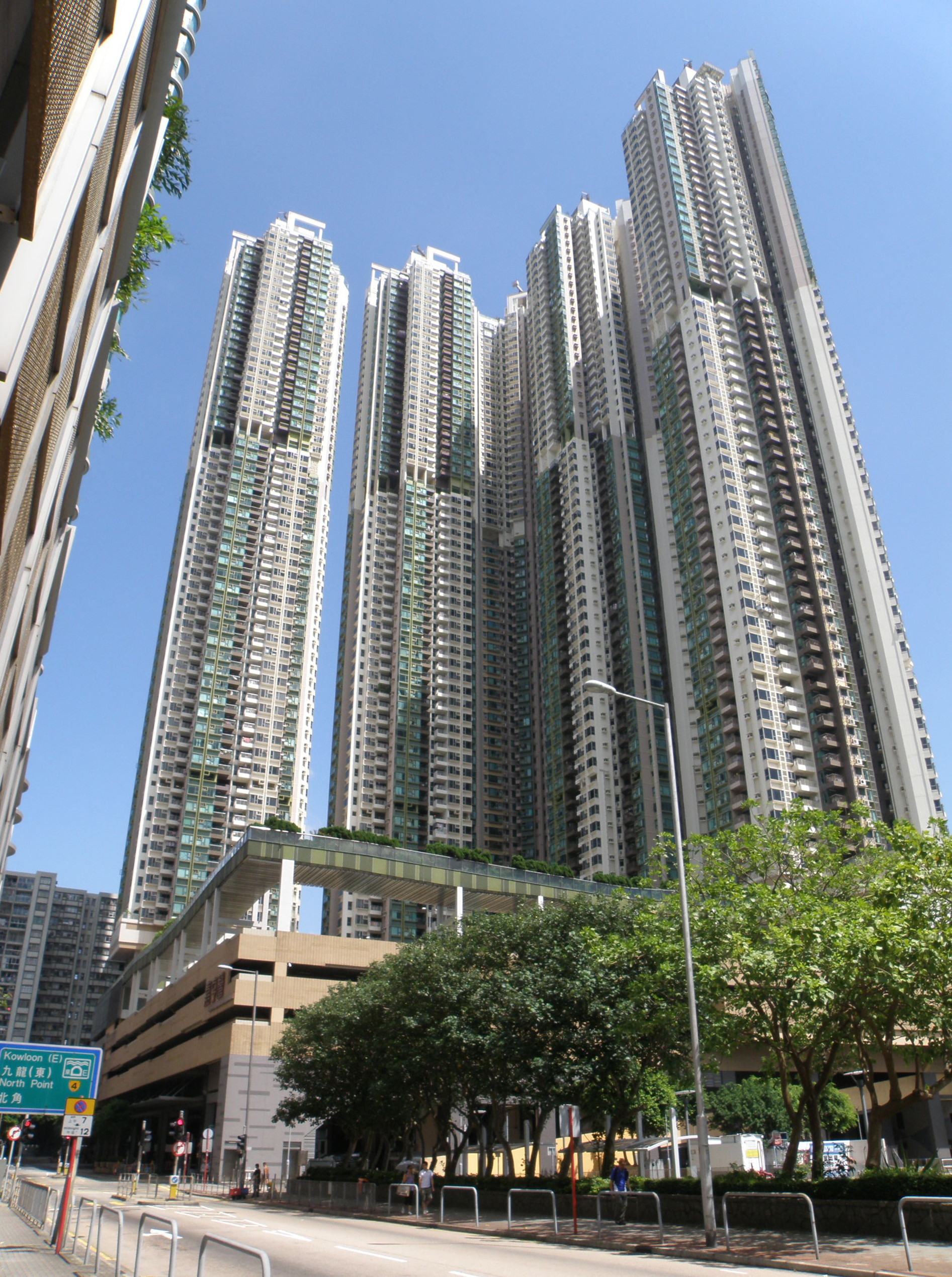
嘉亨灣
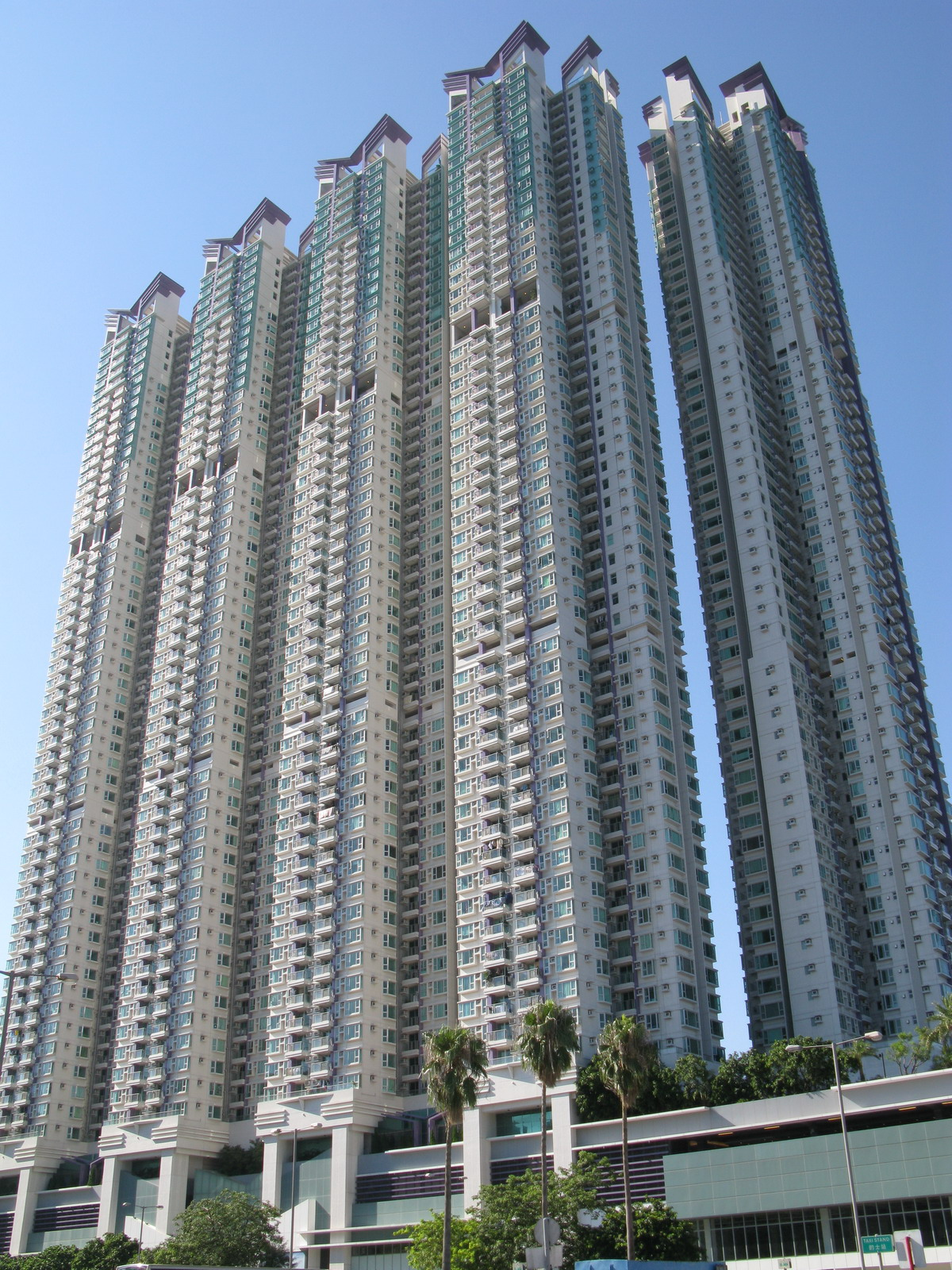
翔龍灣
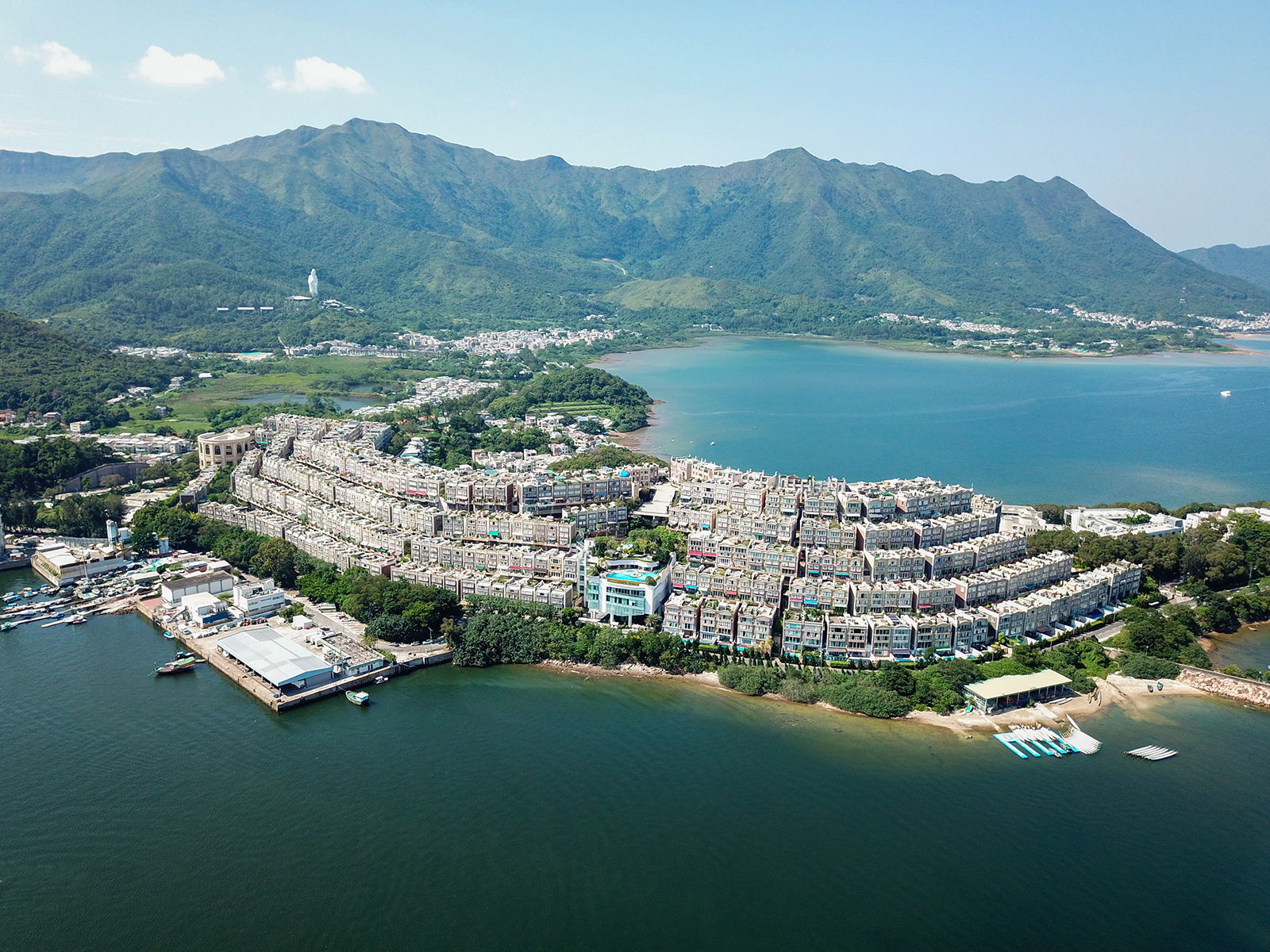
比華利山別墅